# Teodora Cantacuzino
Teodora Cantacuzino (sau Tudora) a fost membră a familiei Cantacuzino, sora lui Iane Cantacuzino (înalt dregător la Constantinopol și apoi ban al Craiovei) și mama lui Mihai Viteazul.

## Biografie
Cronica lui Radu Popescu, referindu-se la Teodora Cantacuzino, precizează că "mumă-sa [a lui Mihai Viteazul, n.n.] au fost de la Oraș dela Floci [sic], care fiind văduvă și frumoasă și nemerind un gelep [comerciant], om mare și bogat den [sic] Poarta Împărătească și care în casa ei zăbovindu-se câtăva vreme..."
Stabilirea familiei căreia a aparținut Teodora, mama lui Mihai, a pornit de la povestirea unui sfetnic al acestuia, Teodosie vel logofătul, Rudeanu, a cărui povestire nu s-a păstrat în forma ei originală. A fost tradusă în limba poloneză și din aceasta în latină și parafrazată de alt contemporan care fusese la curtea lui Mihai, Baltasar Walter, originar din Silezia, a cărui carte a apărut în 1599, pe când Mihai mai trăia. Walter spune că urcarea în scaun a lui Mihai Viteazul a fost sprijinită de Iane (Cantacuzino), fost ban al Craiovei, care era capuchehaia la Țarigrad și era lui Mihai „avunculus, vel matris frater, graecus”. Așadar, în jurul lui Mihai se admitea că mama lui, Tudora, era sora grecului Iane, fost ban al Craiovei.
După moartea năpraznică a lui Mihai (1601), Teodora s-a călugărit, luând numele monahal Theofana și a murit în anul 1605 (sau 1606), fiind înmormântată la Mănăstirea Cozia. 